# Фентон, Лоррейн
Лоррейн Фентон, урождённая Грэхем (англ. Lorraine Fenton/Graham; род. 8 сентября 1973, Манчестер, Ямайка) — ямайская легкоатлетка. Двукратная серебряная призёрка Олимпийских игр, чемпионка и шестикратная призёр чемпионатов мира по лёгкой атлетике. В 2000 и 2001 годах признавалась спортсменкой года на Ямайке.

## Биография
Кульминация её карьеры наступила, когда она выиграла серебряную олимпийскую медаль в 2000 году, став первой ямайской женщиной, завоевавшей медаль в этом соревновании. Она также завоевала серебряные медали на чемпионатах мира 2001 и 2003 годов, бронзовую медаль на чемпионате мира 1999 года, а также золотую, серебряную и бронзовую медали в эстафете. В 2002 году она установила рекорд Ямайки на дистанции 400 м с результатом 49,30 секунды.
Она пропустила олимпийский сезон 2004 года из-за травмы подколенного сухожилия, но вернулась, чтобы выиграть серебряную медаль в эстафете 4х400 метров на чемпионате мира по лёгкой атлетике 2005 года (вместе с Шерикой Уильямс, Новлин Уильямс и Ронеттой Смит). Ушла в отставку после сезона 2006 года.